# Osho
Osho, narozen jako Rajneesh Chandra Mohan Jain, (11. prosince 1931, Kuchweda (Madhjapradéš) Britská Indie – 19. ledna 1990, Puné, Indie), později znám spíše jako áčarja Rajneesh (60. léta) a bhagaván Rajneesh (Bhagván Radžníš, 70. a 80. léta), byl duchovní učitel, mystik a guru pocházející z Indie.

## Život
Narodil se v džinistické rodině v bhópálském distriktu indického státu Madhjapradéš. 

Po studiích dosáhl titulu profesora filosofie na univerzitě v Džabalpuru. 

Podle svých slov ze dne 21. března 1953 dosáhl po celoživotním snažení osvícení. Kvůli tehdejším společenským podmínkám to však dlouho tajil, až o mnoho let později se k tomu vyjádřil: "Mnoho životů jsem na sobě pracoval a snažil se všemožnými způsoby dosáhnout osvícení. Ta snaha byla důvodem, proč se mi nedařilo. Není možné nalézt pro toho, kdo nehledá. Nakonec však musíme od hledání upustit... V ten den bylo hledání u konce a všechno se začalo dít samo od sebe..."
Coby profesor filozofie cestoval v 60. letech po Indii jako veřejný řečník. Pro neskrývanou kritiku tradičních náboženství, společnosti a otevřenost svých promluv se stal velmi kontroverzním. Prosazoval mimo jiné i otevřenost a detabuizaci sexu, což mu v indických a později mezinárodních médiích vyneslo přezdívku „sexuální guru“. Jednou ze základních Oshových pouček bylo, že nejlepší cestou jak se zbavit svých choutek a tužeb, je přesytit se jimi. Roku 1966 musel univerzitu opustit po sérii skandálů spojených se svým působením.
V roce 1970 se na čas usadil v Bombaji, kde začal přijímat první žáky, tzv. sannjásiny, a stal se duchovním učitelem. V roce 1974 se přesunul do Puné, kde založil ášram, který zanedlouho přilákal mnoho lidí ze Západu. Na konci 70. let dvacátého století se Osho svým provokativním řečněním dostal do sporů s indickou vládou, kvůli čemuž se v roce 1981 přestěhoval i s mnoha svými následovníky do USA.
Zemřel roku 1990 v 58 letech.

## Působení v USA
Ve státě Oregon založil se svými učedníky mezinárodní komunitu známou jako Radžníšpuram (ang. Rajneeshpuram). Během pouhého roku se však vedení komunity dostalo do konfliktů o půdu s místním obyvatelstvem. Pozornost přitahovala také Oshova velká sbírka 93 rolls-royceů a život v přepychu. Komunita ukončila své fungování již v roce 1985, kdy se Osho ve zlém rozešel se svou osobní sekretářkou Sheelou a s vedením komunity, které označil jako "gang fašistů". Nechal pak demonstrativně spálit všechna roucha Sheely. Vedení komunity bylo následně obviněno z několika zločinů včetně bioteroristického útoku (salmonelou) na obyvatele obce The Dalles v Oregonu. Nenašly se však důkazy, že by se sám Osho podílel na konspiraci, porušování imigračních zákonů či útoku samém. V říjnu 1985 se Osho pokusil uprchnout z USA, aby se vyhnul trestnímu stíhání, ale byl zatčen na palubě letadla. Po soudní dohodě na základě tzv. Alfordovy klauzuly (kdy obviněný nepřizná vinu, ale připustí, že je dostatek důkazů k tomu, aby byl usvědčen) byl odsouzen na deset let podmíněně a k pokutě 400 000 USD. Souhlasil, že opustí USA a v souladu s dohodou o vině a trestu byl z USA deportován. Následně hledal útočiště v jiných zemích, ale když byl odmítnut v dalších 21 zemích, odjel zpět do Indie. Tam podrobil USA zdrcující kritice a označil tuto zemi za "monstrum", které "musí být umlčeno dříve, než přivede svět k zániku". [zdroj?]
Oshův zdravotní stav se od té doby začal zhoršovat (častá nevolnost, pocit vyčerpání, nízká odolnost proti infekcím) a v prosinci 1987 vyjádřil přesvědčení, že byl otráven americkými úřady během tehdejšího pobytu ve vězení. Podle jiných pramenů byly jeho symptomy způsobeny cukrovkou a chronickým stresem. V lednu 1990 Osho zemřel.
Jeho spolupracovnicí byla Ma Anand Šíla, jež však hnutí za dramatických okolností později opustila. Filmový portál Netflix uvedl v dubnu 2021 dokument Pátrání po Šíle.

## Učení
Oshovo učení stojí na skutečném osobním prožitku, který stojí za veškerými jeho slovy a je dosažitelný pouze pomocí bdělé pozornosti (=meditace). Ve svých promluvách to Osho nespočetněkrát zmínil.
Osho své učení nepředával akademickou cestou, nýbrž ve velmi osobních promluvách ke svým následovníkům. Nikdy se nestal autorem žádného psaného textu, veškeré dodnes vycházející knihy vznikly přepisem audio záznamů na popud jeho žáků. Jeho promluvy byly naplněny humorem a častými žerty, přičemž se mnohdy cíleně vyjadřoval v paradoxech a vzájemných rozporech, aby znemožnil své učení jakkoliv sumarizovat či vytvořit obecný, stručný závěr.
Hovořil na nespočetné množství témat často přímo či nepřímo dotýkajících se náboženství (včetně džinismu, hinduismu, chasidismu, buddhismu, tantry a dalších), kritizoval společenské konvence, konformismus a přehnaný materialismus. Prohlašoval, že "nový člověk" bude kombinací moudrosti Západu i Východu, tzv. "Zorba Buddha". Mínil tím, že si člověk, podobně jako Řek Zorba z románu Nikose Kazantzakise bude bohémsky užívat pozemských radostí a zároveň bude po vzoru Gautámy Buddhy pátrat po duchovní hloubce a prozření. Jedno bez druhého podle Osha nemůže být.
„Jádro, podstatu nelze vyjádřit žádným způsobem. Já s vámi pokračuji v rozhovorech, ale to, co říkám, není to, co bych rád řekl. To, co bych vám rád řekl, slovy říci nelze, a to, co bylo řečeno, není to, co bych vám rád sdělil. Je to věčné dilema, mystické dilema. Víš, ale nedokážeš to říci, a cokoli jsi řekl, není to, co znáš.“
Osho prosazoval opuštění minulosti i budoucnosti, čímž se má člověk plně soustředit na přítomnost.
„Opravdu zbožný člověk se zrodí okamžikem, kdy přijme zodpovědnost za sebe sama, okamžikem, kdy řekne: ‚Cokoliv, co jsem, záleží jen na mně – ne na minulosti, ale na přítomnosti. Záleží na mém rozhodnutí v tomto okamžiku, a jestliže ho chci změnit, mám naprostou svobodu to udělat.‘“

## Dynamická meditace
Dynamická Oshova meditace je fyzické cvičení vedoucí k vnitřní koncentraci. Cvičení trvá hodinu a je rozděleno do pěti fází.
1. Dýchání (10 minut). Nadechování a vydechování nosem - prudce, hluboce a chaoticky. Celé tělo tomuto prudkému dýchání napomáhá. Účelem první fáze je rozproudit v těle energii.
2. Katarze (10 minut). Uvolnění kontroly. Ponechat tělo, aby se projevilo bez kontroly. Lze při tom křičet, plakat, dupat, smát se, třást se, tančit, dělat to, co tělo žádá s myslí ponechanou stranou.
3. Hu hu (10 minut). Skáče se s rukama zdviženýma nad hlavu, s dopadem na celé chodidlo. Při dopadu se vyráží výkřik „Hu“. Tělo je jako balón při driblování.
4. Stop (15 minut). Člověk se zastaví v pohybu, kde jej zastihl začátek čtvrté fáze. Zmrzne. Obrátí svou pozornost dovnitř a pozoruje, co se v něm děje.
5. Uvolnění (15 minut). Člověk se uvolní a nechá tělo plynout. Chce-li tančit, ať tančí, je mu dána volnost a užívá si radost.[6]

Pro cvičení je velmi nápomocná hudba (Osho Dynamic Meditation) dostupná na běžných nosičích. Jednak určuje trvání jednotlivých fází, jednak pomáhá dostat se do potřebného naladění.
Je výhodou, je-li možno cvičit ve skupině, případně pod vedením lektora, pomáhá to dostat se hlouběji do sebe, uvolnit se a vydat se plně z energie.
Cvičení vyžaduje jistou míru akustického soukromí. Aby si ho účastníci mohli dopřát, musí mít možnost hlasitého verbálního projevu. Fáze skákání „Hu hu“ zase vyžaduje pevnou podlahu, aby nedocházelo k rušení jiných osob.
Velmi specifické jsou Oshovy názory na výchovu a rodinný život. Věřil, že jedině absolutně neomezující a nepotlačující výchova je ta správná a umožní jim plně rozvinout jejich potenciál. 
Osho popisoval vývoj dítěte na základě psychosexuálního zrání ve třech postupných stadiích a sedmiletých cyklech. Prvních sedm let považoval za nejdůležitější období života, v němž má být dítěti ponechána absolutní svoboda a divokost, aby mohlo být neomezeně samo sebou. Období mezi sedmi a čtrnácti lety je v pojetí Bhagvána Radžníše charakterizováno rozvířením sexuální energie a stavem, kdy dítě začíná svou sexuální přípravu. Podle Osha společný život chlapců a dívek vede k absenci studu a přirozené přípravě na dospělý život.

## Obvinění ze sexuálního zneužívání
S ohledem na Oshovo učení popsané v předchozím oddíle se objevovala nejpozději od roku 2004 svědectví o sexuálním zneužívání v komunitách Bhagvána Radžníše. Spolu s tím byla tato témata i filmově zpracovávána.

## Dílo

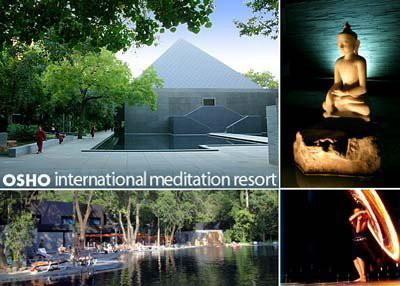
Osho International Meditation Resort

Česky vyšly následující tituly (červen 2013):
- Oranžová kniha, Pragma 1991.
- Od medikací k meditaci (From medication to meditation), Pragma 2000.
- Meditace - První a jediná svoboda (Meditation: The First and Last Freedom), Pragma 2005.
- Cesta bílého oblaku, Pragma 2000.
- Nejvyšší nauka - Promluvy o Kéna-Upanišádách (The supreme doctrine), Pragma 2004.
- Perly v kapse u vesty (More Gold Nuggets), Pragma 2006.
- Zápisky šílence (Notes of a madman), Votobia 1997.
- Sex (Sex), Pragma 2006.
- Psychologie ezoteriky (The Psychology of the Esoteric), Eugenika 2005.
- Od smrti k nesmrtelnosti (From Death to Deathlessness), Pragma 1996.
- Od sexu k nadvědomí (From sex to superconsciousness), Pragma 1996.
- Hořčičné semínko, (The Mustard seed), Pragma 2007.
- Diamantová sútra (The Diamond sutra), Pragma 1999.
- Tantra, spiritualita a sex (Tantra, Spirituality & Sex), Pragma 2003.
- Sútra srdce (The Heart sutra), Votobia 2005.
- Život láska, smích (Life, Love, Laughter), Pragma 1992.
- Jóga - věda o duši (Yoga: The Science of the Soul), Pragma 2005.
- Osho o zenu (Osho on Zen), Pragma 2005.
- Léčení duše (Pharmacy for the soul), Eugenika 2007.
- Soucit - vrchol lásky (Compassion - The Ultimate Flowering of Love), Eugenika 2006.
- Inteligence - tvořivá odpověď na přítomnost (Intelligence - The Creative Response to Now), Eugenika 2006.
- Skrytá mystéria (The hidden mysteries), Eugenika 2006.
- Důvěrnost - jak důvěřovat sobě i druhým lidem (Intimacy: Trusting Oneself and the Other), Eugenika 2005.
- Svoboda - odvaha být sám sebou, Eugenika 2006.
- Tak pravím vám, (I say unto you), Fontána 2007.
- Radost - štěstí, jež přichází z nitra (Joy - The Happiness That Comes from Within), Eugenika 2006.
- Odvaha - radost z nebezpečného života (Courage - The joy of living dangerously), Eugenika 2004.
- Zralost - odpovědnost být sám sebou (Maturity: The responsibility of being oneself), Eugenika 2004.
- Tvořivost - uvolnění vnitřních sil (Creativity: Unleashing the forces within), Eugenika 2004.
- Vědomí - klíč k životu v rovnováze (Awareness - The key to living in balance), Eugenika 2005.
- Intuice - vědění, jež přesahuje logiku (Intuition: Knowing beyond logic), Eugenika 2005.
- Kniha o egu (The Book of Ego), Eugenika 2008.
- ABC Osvícení - Duchovní slovník (The ABC of Enlightenment), Pavel Dobrovský - BETA s.r.o. 2009.
- Kouzlo sebeúcty (The Magic of Self-respect), Pavel Dobrovský - BETA, s.r.o. 2012.
- Kniha poznání (Book of understanding), Pragma 2007